# Stadio Ernesto Breda
Lo stadio Ernesto Breda è un impianto sportivo della città italiana di Sesto San Giovanni (MI), terreno degli incontri interni delle squadre calcistiche dell'Alcione Milano, della Pro Sesto e della squadra di football americano dei Seamen Milano.

## Storia
La struttura sportiva venne edificata nel 1939 ed era di proprietà delle industrie Breda; a seguito della successiva acquisizione di tutte le aree agricole a nord del capoluogo lombardo da parte dell'ente Parco Nord Milano, anche lo stadio è entrato a far parte del patrimonio del consorzio. 
Come già nel caso di altri edifici per residenza e servizi di Sesto San Giovanni, lo stadio venne realizzato a favore della comunità operaia, nell'ambito di un contesto urbano-industriale modellato dall'influenza di una filosofia urbanistico-paternalista promossa dall'imprenditoria locale.

## Struttura
Lo stadio contiene circa 3.523 spettatori, che prendono posto in tre tribune strutturalmente distinte (due rettilinei - di cui uno coperto - e una curva sul lato ovest); il terreno di gioco è integralmente recintato. I posti sono così suddivisi:
- 1496 in tribuna centrale (sulla quale è ricavato anche il settore ospiti);
- 704 in curva "Vito Porro", sede della tifoseria organizzata sestese;
- 1323 nei distinti.

All'interno delle tribune sono ricavati tutti i locali tecnici del campo: bagni, spogliatoi, depositi.

## Finali

### Football americano

#### Finali nazionali
| Sesto San Giovanni 26 giugno 2010 III Italian Superbowl | Elephants Catania | 26 – 56 | Panthers Parma | Stadio Ernesto Breda |

| Sesto San Giovanni 6 luglio 2019, ore 21:00 XXXIX Italian Bowl | Seamen Milano | 62 – 28 | Guelfi Firenze | Stadio Ernesto Breda |

#### Finali internazionali

##### European Football League (dal 2014)
| Sesto San Giovanni 9 giugno 2018, ore 19:00 EFL Bowl V | Potsdam Royals | 43 – 42 | Seamen Milano | Stadio Ernesto Breda |